# Дрозд певач
Дрозд певач (лат. Turdus philomelos) је птица певачица из породице дроздова. По величини мало ситнији од обичног коса. Величине је 20-22 cm. Одозго топло је смеђ, одоздо изразито пегав. Покровна пера су одоздо наранџасте боје. Насељава шуме и паркове, најчешће се може наћи у планинским буковим шумама, али и у низијским плавним шумама уз веће реке. Селица је.

## Галерија
- Дрозд у нишком парку
- Turdus philomelos